# Suzanne Collins
Suzanne Collins (Hartford, 10 agosto 1962) è una scrittrice e sceneggiatrice statunitense, particolarmente nota per il ciclo di fantascienza distopica degli Hunger Games.

## Biografia
Suzanne Collins è la più giovane di quattro figli che includono Kathryn (1957), Andrew (1958) e Joan (1960). Figlia di Jane Brady e Michael John Collins (un ufficiale dell'Air Force che ha prestato servizio nella guerra di Corea e del Vietnam, decorato con la Distinguished Flying Cross e la Bronze Star Medal), Suzanne si trasferisce molte volte durante l'infanzia tra gli Stati Uniti e l'Europa, finendo per stabilirsi a Birmingham, dove consegue il diploma alla Alabama School of Fine Arts nel 1980. Si iscrive all'Università dell'Indiana, dove si laurea nel 1985 con una doppia specializzazione in teatro e telecomunicazioni; successivamente ottiene un master in scrittura drammatica presso l'Università di New York.
La carriera di Suzanne inizia nel 1991, scrivendo sceneggiature per programmi televisivi per bambini su Nickelodeon. Nel 2003 debutta come scrittrice con il romanzo Gregor - La prima profezia, primo volume di una pentalogia che si conclude nel 2007. Raggiunge poi il successo grazie al romanzo Hunger Games (primo libro dell'omonima trilogia originale), pubblicato nel 2008. L'idea degli Hunger Games ("Giochi della fame") si è fatta strada nella sua mente facendo zapping tra le immagini dei reality show e quelle della guerra vera:
Altre ispirazioni provengono dal mito greco di Teseo e il Minotauro, dalla Roma antica e dalla carriera di suo padre, il quale le ha permesso di comprendere la povertà, la fame e gli effetti della guerra. Il caso editoriale scaturito da Hunger Games ha fatto sì che la rivista Time abbia nominato Suzanne Collins tra le 100 più influenti personalità del 2010.
Dal 2012 al 2015 Suzanne Collins figura tra gli sceneggiatori e i produttori esecutivi dei quattro film tratti da Hunger Games. Nel 2019 viene annunciato un prequel (pubblicato il 19 maggio 2020 in contemporanea mondiale) ambientato durante i decimi Hunger Games e avente come protagonista un diciottenne Coriolanus Snow (principale antagonista della serie originale): Ballata dell'usignolo e del serpente; ancor prima della sua pubblicazione, ne era stata annunciata una futura trasposizione cinematografica: Hunger Games - La ballata dell'usignolo e del serpente, uscita nel novembre 2023.

## Vita privata
Nel 1992 si sposa con l'attore Charles Pryor, col quale ha due figli: Charlie (1994) e Isabel (1999); la coppia divorzia nel 2015.

## Opere

### Serie diGregor
1. Gregor - La prima profezia[7], Mondadori 2013 (Gregor the Overlander, 2003)
2. Gregor - La profezia del flagello, Mondadori 2013 (Gregor and the Prophecy of Bane, 2004)
3. Gregor - La profezia del sangue, Mondadori 2014 (Gregor and the Curse of the Warmbloods, 2005)
4. Gregor - La profezia segreta, Mondadori 2015 (Gregor and the Marks of Secret, 2006)
5. Gregor - La profezia del tempo, Mondadori 2016 (Gregor and the Code of Claw, 2007)

A fine 2016 la Mondadori ha pubblicato un volume contenente tutti e 5 i romanzi della serie con il titolo Gregor - La saga completa.

### Serie degliHunger Games
Il nucleo principale della serie consiste di una trilogia di romanzi con protagonista Katniss Everdeen:
1. Hunger Games, Mondadori 2009 (The Hunger Games, 2008)
2. La ragazza di fuoco, Mondadori 2010 (Catching Fire, 2009)
3. Il canto della rivolta, Mondadori 2012 (Mockingjay, 2010)

Successivamente l'autrice ha composto anche un prequel dedicato a Coriolanus Snow, l'antagonista della trilogia principale, ambientato 64 anni prima di Hunger Games:
- Ballata dell'usignolo e del serpente, Mondadori 2020 (The Ballad of Songbirds and Snakes, 2020)

Un ulteriore romanzo prequel ha per protagonista Haymitch Abernathy, comprimario di Katniss nella trilogia principale, e si svolge 24 anni prima degli eventi di Hunger Games:
- L'alba sulla mietitura, Mondadori 2025 (Sunrise on the Reaping, 2025).[8][9]

Il 1º luglio 2014 Mondadori ha pubblicato un volume contenente la Trilogia principale in edizione Flipback, dopodiché il 27 ottobre 2015 ha pubblicato la medesima raccolta in edizione Oscar Draghi.

### Romanzi autoconclusivi
- Fire Proof: Shelby Woo #11 (1999)
- When Charlie McButton Lost Power (2005)
- When Charlie McButton Gained Power (2009)
- Un anno nella giungla, Mondadori 2014 (Year of the Jungle, 2013)

## Filmografia
- Hunger Games (The Hunger Games), regia di Gary Ross (2012) - sceneggiatrice e produttrice esecutiva
- Hunger Games - La ragazza di fuoco (The Hunger Games: Catching Fire), regia di Francis Lawrence (2013) - produttrice esecutiva
- Hunger Games - Il canto della rivolta - Parte 1 (The Hunger Games: Mockingjay - Part 1), regia di Francis Lawrence (2014) - sceneggiatrice e produttrice esecutiva
- Hunger Games - Il canto della rivolta - Parte 2 (The Hunger Games: Mockingjay - Part 2), regia di Francis Lawrence (2015) - sceneggiatrice e produttrice esecutiva
- Hunger Games - La ballata dell'usignolo e del serpente (The Hunger Games: The Ballad of Songbirds and Snakes), regia di Francis Lawrence (2023) - produttrice esecutiva